# Castelo de Latoue

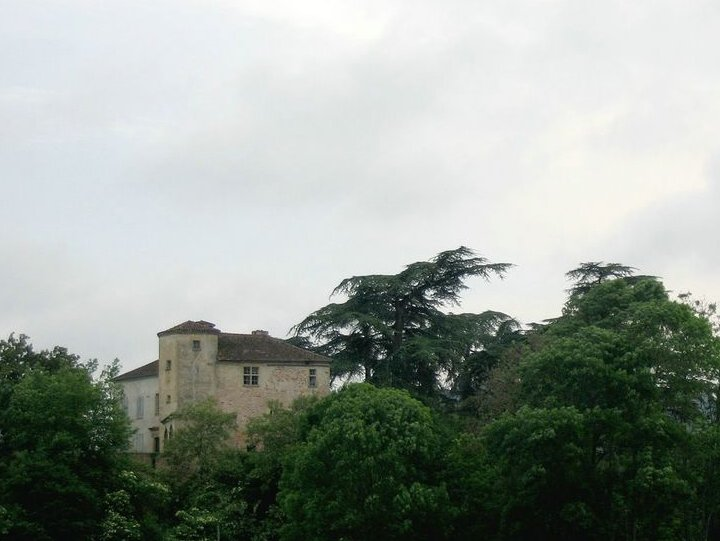
Castle de Latoue

O Château de Latoue é um castelo na comuna de Latoue no Haute-Garonne, um departamento da França. A construção teve início no século XII, com grandes acréscimos e alterações nos séculos XIII, XVI e XVIII.
Uma propriedade privada, está classificado desde 1979 como monumento histórico pelo Ministério da Cultura da França .